# Heckler & Koch UMP

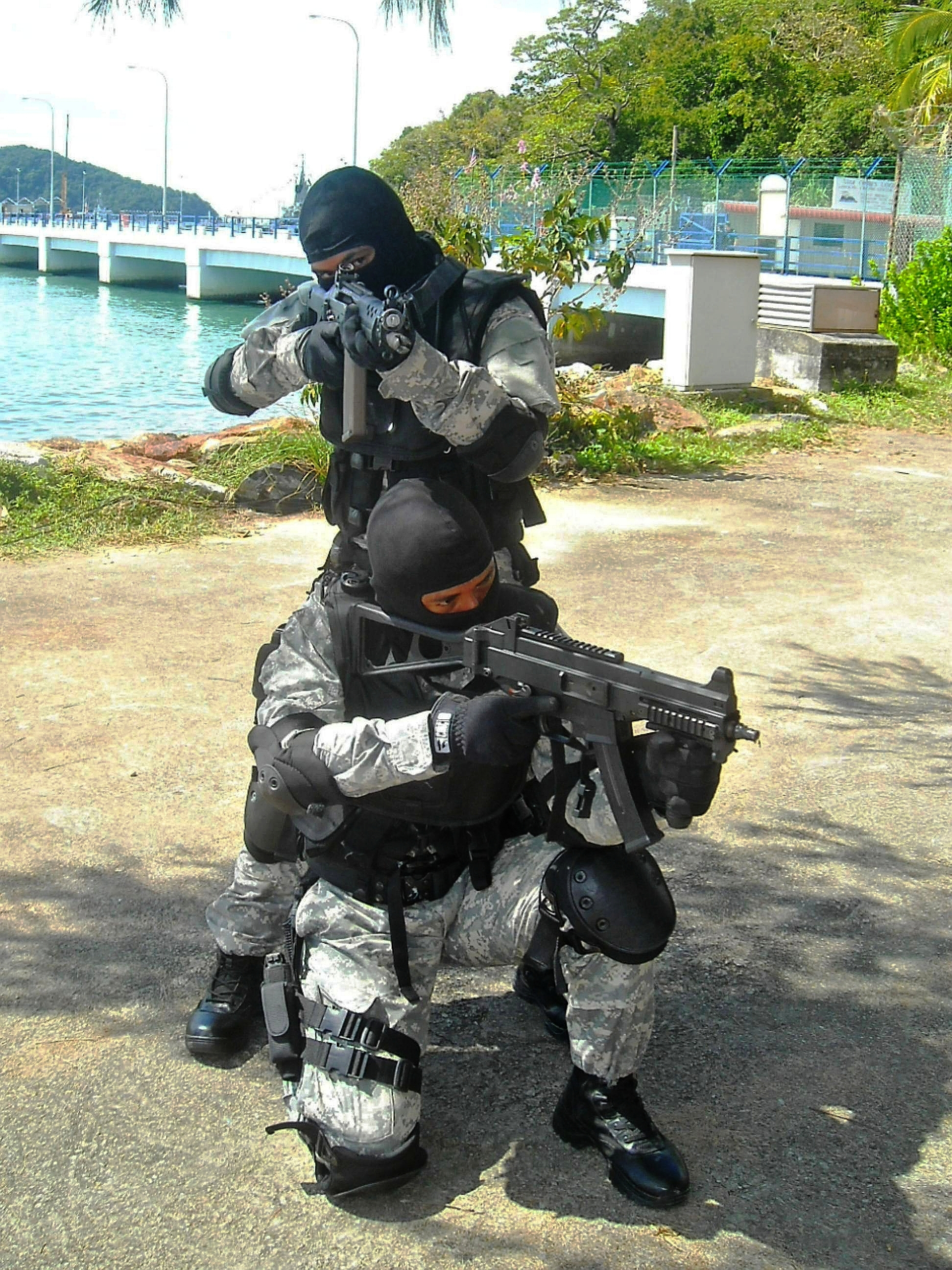
Um soldado das forças especiais da marinha da Malásia com uma UMP9.

A UMP (Universale Maschinenpistole, alemão para "Pistola-metralhadora Universal") é uma submetralhadora desenvolvida e fabricada pela empresa alemã Heckler & Koch. A UMP é usada por várias organizações e agências governamentais pelo mundo, sendo muito usada por forças especiais.
A Heckler & Koch desenvolveu a UMP como uma versão mais leve e mais barata da MP5, sendo que ambas ainda estão em produção.

## História
A UMP foi projetada na década de 1990 pela Heckler & Koch (HK), como uma alternativa mais barata e mais leve à MP5, que fazia uso intenso de polímeros. A UMP entrou em produção pela primeira vez em 2000. Ela foi projetada principalmente para uso por unidades militares e policiais americanas, já que a MP5 não estava disponível em .45 ACP, uma munição que era popular nos Estados Unidos, mas não na Europa. Apesar das melhorias e do custo reduzido da UMP, ela não substituiu a MP5, que acabou superando a UMP.

### Recal
Em 2000, a H&K fez recall de certos números de série UMP e USC devido a alavancas operacionais defeituosas. As alavancas defeituosas, feitas de polímero, poderiam quebrar, tornando as armas inoperáveis.

## Detalhes do projeto

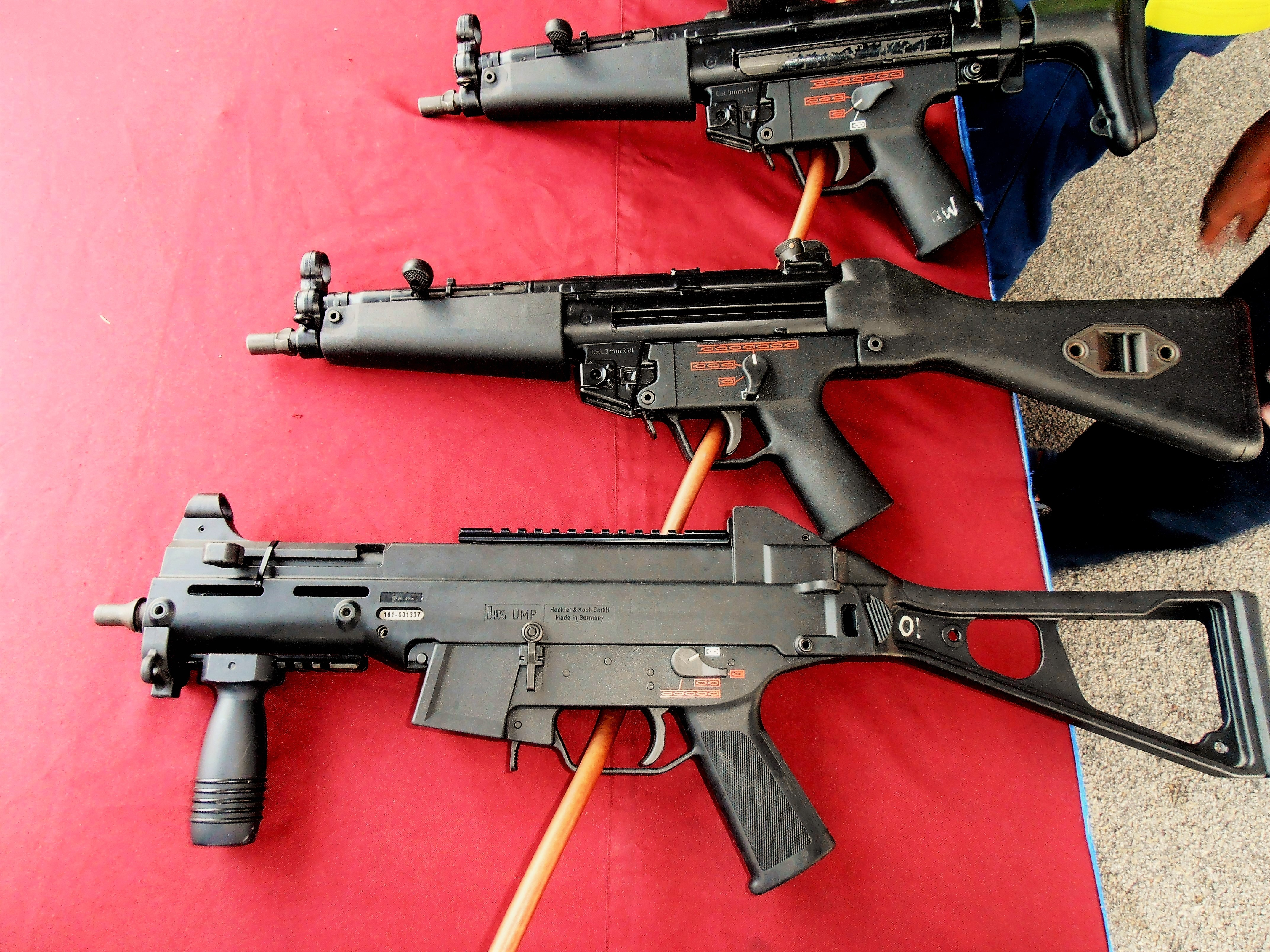
Heckler &Koch MP5s e UMP submachineguns

A UMP é uma submetralhadora alimentada por carregador, operada por blowback, que dispara a partir de um ferrolho fechado. O projeto do ferrolho fechado aumenta a precisão, o que é particularmente desejável num contexto de aplicação da lei. No entanto, o projeto simples de blowback da UMP a torna menos controlável que a MP5.
A UMP foi originalmente projetada para cartuchos maiores, como o .40 S&W e o .45 ACP, para fornecer mais poder de parada contra alvos não blindados, com eficácia ligeiramente menor em distâncias mais longas. Um cartucho maior produz mais recuo e torna mais difícil o controle em disparos automáticos. Para mitigar o recuo excessivo, a Heckler & Koch projetou a UMP para ter uma cadência cíclica de cerca de 600 tiros por minuto, embora a cadência de tiro aumente para 700 tiros por minuto se a munição (+ P) for usada.
A UMP9 (a variante 9×19mm da UMP) é quase 0,2 kg mais leve que a MP5. Tem uma cadência cíclica de cerca de 600-750 tiros por minuto. A sua construção predominantemente polimérica reduz o peso e o número de peças suscetíveis à corrosão.
A UMP está disponível em quatro configurações de grupos de disparo, apresentando diferentes combinações de configurações semiautomáticas, rajadas de 2 tiros, automáticas e de segurança. Possui coronha dobrável lateralmente para reduzir seu comprimento durante o transporte. Quando o último tiro da UMP é disparado, o ferrolho se abre e pode ser liberado por meio de uma trava no lado esquerdo. As miras de ferro consistem em uma alça de mira de abertura e uma massa de mira de anel frontal com um poste vertical. Ela pode montar quatro trilhos Picatinny (um na parte superior do receptáculo e outro à direita, esquerda e parte inferior do guarda-mão) para montar acessórios como miras ópticas, luzes táticas ou miras laser. Punhos dianteiros verticais podem ser fixados no trilho inferior para melhor controle durante rajadas e disparos automáticos.

## Variantes
A UMP é intercambiável entre três calibres diferentes:
A UMP9, com câmara para o cartucho 9×19mm Parabellum
A UMP40, com câmara para o cartucho .40 S&W
A UMP45, com câmara para o cartucho .45 ACP
Além das diferentes câmaras, todas as versões apresentam o mesmo modelo de projeto, sendo as diferenças externas o carregador curvo usado na UMP9, enquanto tanto a UMP40 quanto a UMP45 usam cada um um carregador reto. Todas as três versões da arma podem ser convertidas cruzadamente para qualquer um dos alojamento de cartucho através da substituição do ferrolho, do cano e do carregador.
A USC ou Universal Self-loading Carbine é uma variante somente semiautomática da UMP projetada para uso civil. Foi criada após a proibição de armas de assalto de 1994 nos Estados Unidos e foi introduzida em 2000. As alterações da UMP original incluem uma coronha/punho vazada em vez do punho de pistola da UMP, um cano mais longo sem o quebra-chamas, um carregador limitado a 10 tiros e um grupo de gatilho e ação apenas semiautomático. Originalmente disponível em cinza, a partir de 2008 a USC veio apenas com acabamento totalmente preto.
A produção da USC foi interrompida em 2013. Em 2018, a H&K anunciou uma produção limitada de novos rifles USC.

## Operadores

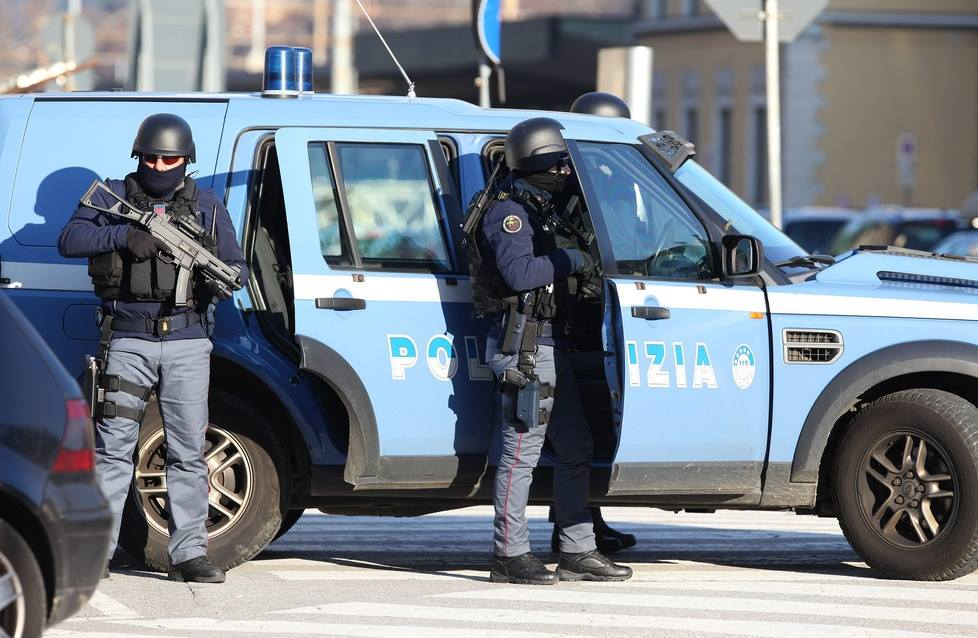
Operador da UOPI com uma UMP9

| País           | Organização                                                                                                  | Modelo | Data | Referências   |
| -------------- | --- | ------ | ---- | ------------- |
| Austrália      | Equipe de Resposta a Incidentes Críticos da Polícia do Estado de Vitória                                     | UMP40  | _    | [ 17 ]        |
| Austrália      | Grupo de Proteção Estadual da Força Policial de Nova Gales do Sul                                            | UMP40  | _    | [ 18 ]        |
| Brasil         | Comando de Operações Especiais do Exército Brasileiro                                                        | UMP9   | _    | [ 19 ]        |
| Brasil         | Comandos Anfíbios do Corpo de Fuzileiros Navais                                                              | UMP9   | _    | [ 19 ]        |
| Canadá         | Equipe de Resposta a Emergências do Serviço Policial de Brantford                                            | UMP40  | _    | [ 20 ]        |
| França         | Gendarmaria Nacional                                                                                         | UMP9   | 2008 | [ 21 ]        |
| França         | Direção-Geral das Alfândegas e Impostos Indiretos                                                            | UMP9   | 2016 | [ 22 ]        |
| França         | Polícia Nacional                                                                                             | UMP9   | 2016 | [ 23 ]        |
| Geórgia        | Forças de Operações Especiais                                                                                | UMP45  | _    | [ 24 ]        |
| Jordânia       | Forças de Operações Especiais da Jordânia                                                                    | _      | _    | [ 25 ]        |
| Letónia        | Exército Letão                                                                                               | UMP9   | _    | [ 26 ]        |
| Liechtenstein  | Unidade Especial de Polícia                                                                                  | _      | _    | [ 27 ]        |
| Liechtenstein  | Corpo de Segurança                                                                                           | _      | _    | [ 28 ] [ 27 ] |
| Malásia        | Equipe de contraterrorismo Pasukan Khas Laut (PASKAL) da Marinha Real da Malásia                             | UMP45  | 2006 | [ 29 ]        |
| Malásia        | Agência de Fiscalização Marítima da Malásia                                                                  | UMP9   | _    | [ 30 ]        |
| México         | Infantaria de Marinha de México                                                                              | _      | _    | [ 31 ]        |
| Paraguai       | Regimiento Escolta Presidencial                                                                              | UMP9   | _    |               |
| Polónia        | Policja | UMP9   | _    | [ 32 ]        |
| Portugal       | Forças Armadas de Portugal                                                                                   | _      | _    | [ 33 ]        |
| Roménia        | Forças de Operações Especiais Romenas                                                                        | UMP9   | _    | [ 34 ]        |
| Roménia        | Grupo de operações especiais das Forças Navais Romenas (GNFOS)                                               | UMP9   | _    | [ 35 ]        |
| Sérvia         | 72ª Brigada de Operações Especiais e 63ª Brigada de Paraquedistas das Forças Armadas da Sérvia               | UMP9   | _    | [ 36 ]        |
| Eslováquia     | 5º Regimento de Forças Especiais das Forças Armadas da Eslováquia                                            | UMP9   | _    | [ 37 ]        |
| África do Sul  | Unidade Nacional de Intervenção - Um elemento de operações especiais do Serviço Policial Sul-Africano (SAPS) | UMP9   | _    | [ 38 ]        |
| Espanha        | Exército da Espanha                                                                                          | _      | _    | [ 39 ]        |
| Estados Unidos | Patrulha de Fronteira dos Estados Unidos                                                                     | UMP40  | _    | [ 40 ]        |
| Estados Unidos | Agência de Proteção da Força do Pentágono                                                                    | UMP40  | _    | [ 41 ]        |
| Estados Unidos | Departamento de Polícia do Condado de Henry, Geórgia                                                         | UMP40  | _    | [ 42 ]        |
| Estados Unidos | Departamento de Polícia de Charlotte-Mecklenburg                                                             | UMP40  | _    | [ 43 ]        |
| Estados Unidos | Departamento de Polícia da Cidade de Baltimore                                                               | UMP40  | _    | [ 44 ]        |